# Oedipina tzutujilorum
Oedipina tzutujilorum es una especie de salamandra en la familia Plethodontidae.
Es endémica de Guatemala.

## Distribución y hábitat
Fue únicamente encontrado en las laderas occidentales de un volcán en el departamento de Suchitepéquez en el occidente de Guatemala. Su hábitat natural se compone de selva tropical entre 1150 y 1830 m s. n. m..